# Візантійський імператор
Візантійський імператор був на вершині піраміди державного апарату і суспільства Візантійської імперії, виступаючи як остання інстанція в практично будь-якому питанні. Ідеологічне обґрунтування його влади сягає часів Римської імперії, доповнене християнськими і грецькими концепціями. Джерелом влади імператора була божественна воля, виражена в акламації армією, сенату і народу. В умовах відсутності правової визначеності підставою для заняття престолу часто слугували військові успіхи, а відсутність чітко визначеного порядку престолонаслідування призводила до значної кількості спроб узурпації влади, багато з яких були успішні.

## Дослідження
- Bellinger A. R., Grierson P. Catalogue of the Byzantine Coins in the Dumbarton Oaks Collection and in the Whittemore Collection. — Dumbarton Oaks, 1993. — Т. III. — 887 p. — ISBN 0-88402-045-2.
- Bellinger A. R., Grierson P. Catalogue of the Byzantine Coins in the Dumbarton Oaks Collection and in the Whittemore Collection. — Dumbarton Oaks, 1996. — Т. IV. — 736 p. — ISBN 0-88402-233-1.
- Bury J. B. The constitution of the Later Roman Empire. — Oxford, 1910. — 49 p.
- Bury J. B. A History of the Eastern Roman Empire from the fall of Irene to the accession of Basil I (A. D. 802-867)). — London, 1912. — 530 p.

| Візантія | Це незавершена стаття про Візантію. Ви можете допомогти проєкту, виправивши або дописавши її. |